# Cheiraster dawsoni
Cheiraster dawsoni is een zeester uit de familie Benthopectinidae.
De wetenschappelijke naam van de soort werd in 1880 gepubliceerd door Addison Emery Verrill.